# Aaron Brooks (football américain)
Pour les articles homonymes, voir Brooks et Aaron Brooks.
(en) Statistiques sur pro-football-reference
Aaron Brooks est un joueur américain de football américain, né le 24 mars 1976 à Newport News (Virginie), qui évoluait au poste de quarterback.

## Biographie

### Carrière universitaire
Il effectua sa carrière universitaire avec les Cavaliers de la Virginie. Son meilleur résultat fut une participation au Peach Bowl en 1998.

### Carrière professionnelle
Il a été drafté au 4e tour en 1999 par les Packers de Green Bay. Sa carrière a réellement commencé en 2000 avec les  Saints de La Nouvelle-Orléans. Ses 441 yards à la passe pendant un seul match est un record pour les Saints.
En 2006, il a évolué avec les Raiders d'Oakland.
Brooks a disputé 93 matchs de NFL, il a cumulé 20 261 yards à la passe pour 123 touchdowns. Il a dépassé quatre fois les 3 000 yards à la passe par saison.